# 多雨林

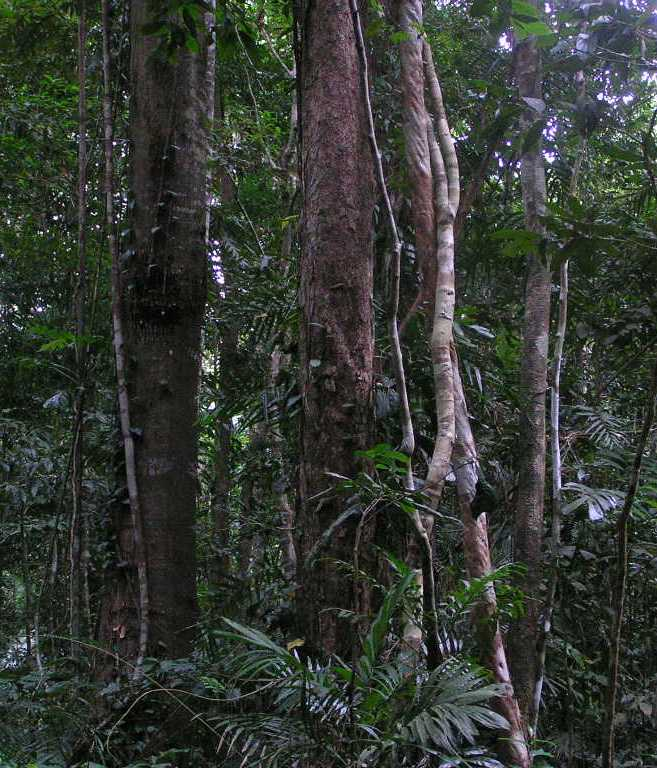
オーストラリア・クイーンズランド州の熱帯雨林

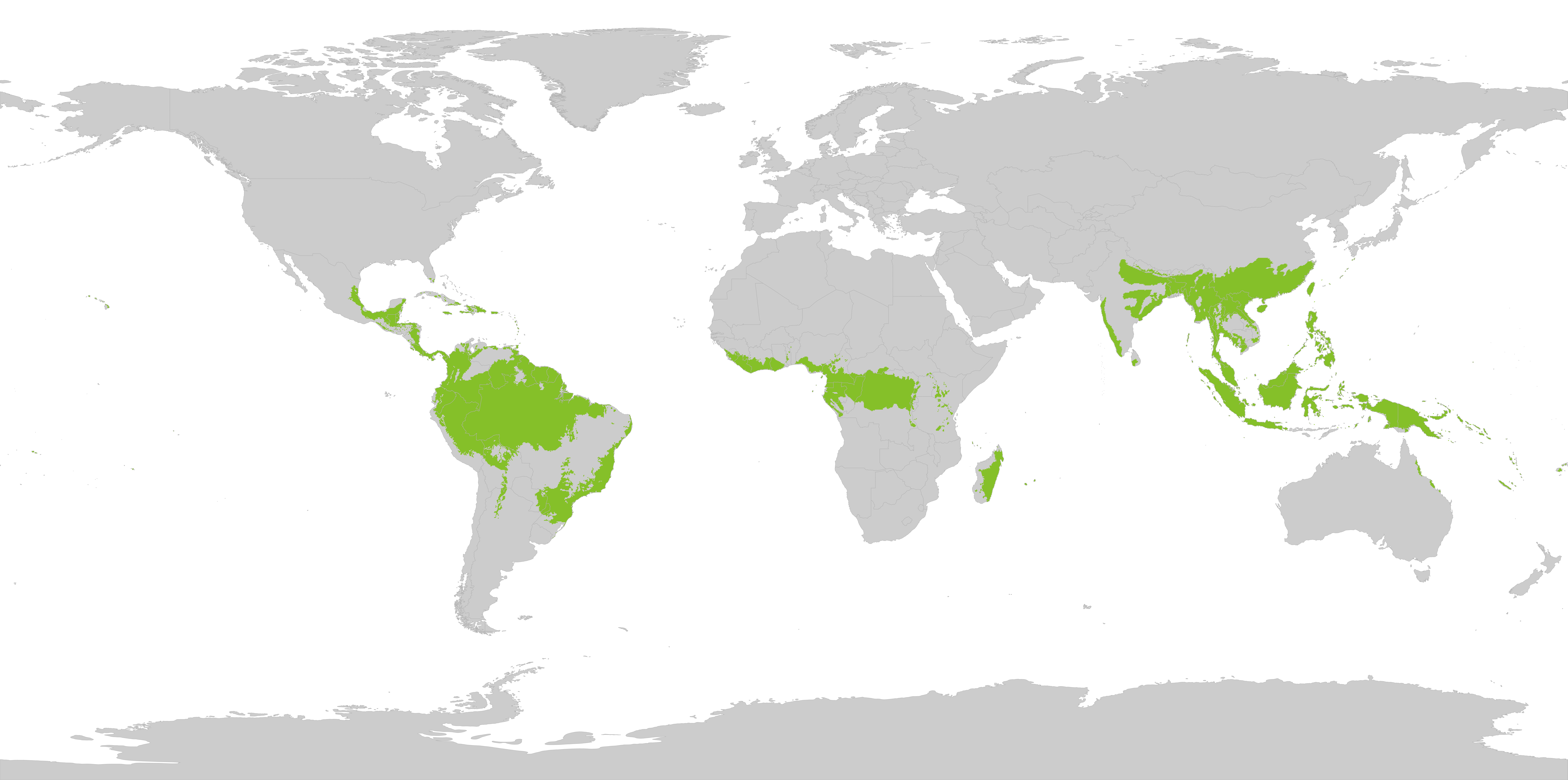
熱帯雨林の分布

温帯雨林の分布

多雨林（たうりん：Rainforest）または雨林（うりん）とは、降水量の多い気候条件によって成立する森林である。いわゆる熱帯雨林気候のような場所に成立する多雨林以外にも、例えば海洋近くに高山がある場合などでは降水量が局地的に多くなり得るため局地的に成立した多雨林も存在する。

## 概要
多雨林が成立するために必要な最低の平均年間降水量は、1300mmないし2000mmとされる。
多雨林は生物多様性に富み、世界の動植物種の3分の2ほどが集中する。多雨林では一般に林冠により太陽光が遮られて、林床部には太陽光が十分に届かないため下草は少ないが、林冠がなくなると太陽光が入って草、つる植物や低木が繁り、薮あるいはジャングルと呼ばれる状態になる。また着生植物が多いのが特徴である。
多雨林は気温条件によって大きく熱帯雨林と温帯雨林の2種類に分けられるが、中間的な亜熱帯雨林（台湾、沖縄県などに見られる）もある。
熱帯雨林は、一般に南北両回帰線の間に存在する。ケッペンの気候区分では熱帯雨林気候などに当たる。ここでの樹種は、熱帯雨林では常緑広葉樹が中心である。
温帯雨林は、回帰線より高緯度にある。気候区分では温暖湿潤気候、西岸海洋性気候、温帯夏雨気候の一部などに当たる。ここでの樹種は、常緑広葉樹を中心とするもの（照葉樹林等）のほか、地域により針葉樹、高緯度では落葉広葉樹を中心とするものがある。
なお、熱帯・亜熱帯域の高山で霧による降水の多い所には、雲霧林と呼ばれ、特に蘚苔類の多い森林が成立している。